# كينغزمان: الدائرة الذهبية
كينغزمان: الدائرة الذهبية هو فيلم أكشن تجسس كوميدي بريطاني-أمريكي من إخراج ماثيو فون. وهو تتمة لفيلم كينغزمان: الاستخبارات السرية. الفيلم من بطولة كولين فيرث وتارون إيجرتون ومارك سترونج وصوفي كوكسون.

## روابط أضافية
- كينغزمان: الدائرة الذهبية على موقع IMDb (الإنجليزية)
- كينغزمان: الدائرة الذهبية على موقع ميتاكريتيك (الإنجليزية)
- كينغزمان: الدائرة الذهبية على موقع روتن توميتوز (الإنجليزية)
- كينغزمان: الدائرة الذهبية على موقع نتفليكس (الإنجليزية)
- كينغزمان: الدائرة الذهبية على موقع قاعدة بيانات الأفلام العربية
- كينغزمان: الدائرة الذهبية على موقع ألو سيني (الفرنسية)
- كينغزمان: الدائرة الذهبية على موقع Turner Classic Movies (الإنجليزية)
- كينغزمان: الدائرة الذهبية على موقع أول موفي (الإنجليزية)
- كينغزمان: الدائرة الذهبية على موقع بوكس أوفيس موجو (الإنجليزية)
- كينغزمان: الدائرة الذهبية على موقع فيلمافينيتي (الإسبانية)